# Мухомор
Мухомо́р (Amanita) — рід грибів родини мухоморових (Amanitaceae).
Українська назва, а також назви в багатьох мовах (майже усі слов'янські, англ. fly agaric) та ін.) походять від відомого з давнини застосування настоїв цих грибів як інсектицидів. Спочатку ця назва стосувалася тільки мухомора червоного, пізніше була поширена на весь рід.
Латинське «Amanita» походить від назви гори Аманон (Amanon) в Кілікії, що була славнозвісна великою кількістю їстівних грибів. 

## Таксономія
На початку XVIII ст. Й. Дилленіус і Ж. Турнефор використовували назву Amanita для всіх пластинчастих шапинкових грибів, тобто спочатку воно приблизно відповідало роду Agaricus Ліннея. П. А. Міхелі в 1729 році замінив його на Fungus, і до XIX ст. воно рідко зустрічалося в літературі. У 1797 р. Х. Персон знову ввів назву Amanita для всіх грибів, що мають піхву. Е. Фрис спочатку визнав рід Amanita Персона, але пізніше виключив з нього види з забарвленим споровим порошком. Розе в 1876 році описав рід Amanitopsis, який згодом увійшов до складу роду Amanita.
У XX столітті робилися спроби розділити рід на дрібніші роди, було запропоновано ввести такі родові таксони: Amanitella (Earle, 1909), Lepidella (Gilb., 1925), Aspidella (Gilb., 1940), Ariella (Gilb., 1941), Amanitaria (Gilb., 1940), Amplariella (Gilb., 1940), Amanitina (Gilb., 1940). Однак ці таксони не витримали випробування часом і в другій половині XX ст. від такого поділу відмовилися.

## Морфологія
Плодові тіла головним чином великі, з центральною ніжкою, на початку розвитку повністю закриті загальним покривалом. Тип розвитку бівелангиокарпний або пілеокарпний.
Шапка товстом'ясиста, інколи тонша, може бути з горбком, легко відділяється від ніжки. Шкірка різних відтінків білого, червоного або зеленого кольорів, зазвичай покрита різними клаптями або пластівцями, що залишаються від загального покривала. Край шапки гладкий або тонком'ясистий, рубчастий.
Пластинки вільні або слабко прирослі, білого або злегка жовтуватого кольору. Є пластиночки, часто різної довжини.
Ніжка циліндрова, зазвичай пряма, часто розширена в основі.
М'якуш білий, у деяких видів забарвлюється на зрізі, із запахом або без нього.
Залишки покривал. Піхва може бути вільною або зрослою з основою ніжки, інколи має вигляд добре помітних кілець або розташованих кільцями бородавок. Залишки загального покривала на шапці зазвичай легко відділяються, але у деяких видів прирослі до шкірки. Часткове покривало після розриву залишається на ніжці у вигляді кільця, гладкого або нерівного і розірваного. Деякі види (підрід Поплавок) не мають кільця, але на ніжці залишаються більш-менш великі луски — залишки часткового покривала.
Споровий відбиток білий або з легким рожевим відтінком.
Спори безбарвні, від округлих до еліпсоїдних або циліндрові, гладкі, двоядерні, містять флуоресцентні краплини. У видів з гладким краєм шапки спори амілоїдні, у видів з рубчастим краєм — неамілоїдні.
Плевро- і хейлоцистиди зазвичай відсутні, деякі види мають хейлоцистиди.

## Практичне значення
Більшість мухоморів неїстівні або сильно отруйні, є небезпечні смертельно отруйні види, які іноді плутають з їстівними грибами (бліда поганка, мухомор смердючий). Загальновідомий мухомор червоний, крім середньої токсичності, має також галюциногенну дію.
Але є серед мухоморів і умовно-їстівні та дуже цінні їстівні гриби, що в місцях розповсюдження вважаються делікатесними, вони іноді вживаються навіть без теплової обробки, свіжими в салатах. Так, умовно-їстівними є звичайні для лісів помірного клімату мухомор червоніючий та декілька видів поплавків (мухомори з підроду Amanitopsis). До найцінніших грибів належать мухомор цезарів та ще декілька видів з секції Cesareae, вони відомі в Південно-східній Азії та на Далекому Сході, в Північній Америці та Центральній Африці. Деякі з цих грибів лише нещодавно стали відомі вченим, а місцевим населенням вони збираються та продаються на ринках Китаю, Японії, Мексики, Танзанії.
Помірно токсичні види, здебільшого мухомор червоний, історично вживалися деякими народами як психотропний засіб, звичайно таке вживання було пов'язане з релігійними ритуалами.
Мухомор червоний має медичне використання, їх застосовують в народній та офіційній медицині.

## Види
Відомо кілька сотень видів. Найвідоміші з них:
- Мухомор червоний
- Мухомор зелений, або бліда поганка
- Мухомор смердючий
- Мухомор пантерний
- Мухомор цитриновий
- Мухомор пурпуровий
- Мухомор цезарів
- Мухомор червоніючий
- Amanita ocreata — північноамериканський мухомор.
- Поплавок жовто–коричневий
- Поплавок сірий

### Berkshire Blue

Berkshire Blue

У 2000 році засновник Беркширської мікологічної спільноти (Berkshire Mycological Society) професор МакҐінті виявив та сфотографував новий вид мухоморів, який отримав назву Berkshire Blue, або «синій мухомор». Однак частина мікологів почала ставити під сумнів існування цього виду мухоморів, а знімки професора МакҐінті вважалися фотомонтажем. При цьому інші вчені, які не розділяли цю точку зору, розпочали подорожі до Беркширських пагорбів (де нібито був виявлений цей різновид мухоморів) з метою остаточно підтвердити його існування.
Berkshire Blue може бути не окремим видом, а звичайним мухомором, який зазнав певних мутацій. Сьогодні він має статус «місцевої легенди» серед мікологів-любителів Беркширу (на кшталт Лох-Неського чудовиська).